# Campoplex angularis
Campoplex angularis là một loài tò vò trong họ Ichneumonidae.